# Aggadalu, Belur
Aggadalu là một làng thuộc tehsil Belur, huyện Hassan, bang Karnataka, Ấn Độ.